# Monroe piercing

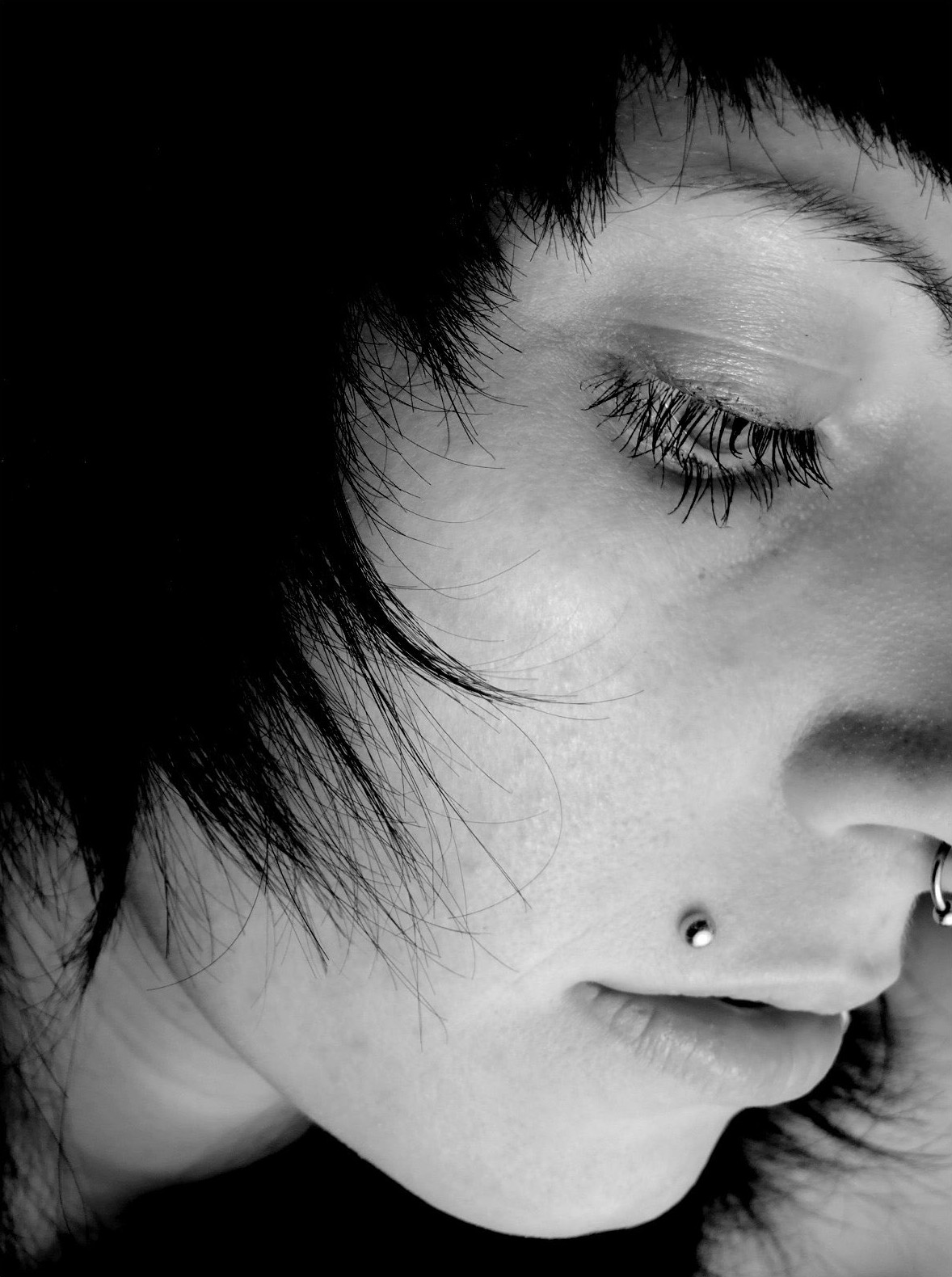

Um monroe piercing ou madonna piercing é um piercing de lábio superior, colocado de forma descentralizada com a finalidade de imitar a pinta de personalidades como Marilyn Monroe, Madonna e Cindy Crawford.